# 南希·阿吉莱姆
南希·那比尔·阿吉莱姆或者南希·阿吉莱姆（阿拉伯語：نانسي نبيل عجرم，1983年5月16日—），黎巴嫩民族流行音乐歌手。她是阿拉伯世界和中东地区的超级巨星之一，参加了重要的阿拉伯语音乐大赛并且嬴得了许多奖项。她有很多商业演出与录制，至今已经出版了七张专辑。南希是可口可乐在中东第一个和唯一的女性赞助者与代言人。她在15岁(1998)时出版了第一本专辑，并开始她十年的音乐事业，南希在25岁时结婚。

## 早年生活和开始
南希在1983年5月16日出生于的黎巴嫩贝鲁特的Ashrafiyeh，父母均是东正教徒。家中三姊妹，她排行老大，另外两个为弟弟和妹妹。她开始歌唱在八岁的时候，第一出现在公众场为为1991年的一次黎巴嫩国家电视台举办的儿童歌唱比赛。 在1995年，12岁的南希参加了娱乐表演，在黎巴嫩电视音乐比赛 Noujoum Al-Moustakbal(" 未来之星 ")，在演唱一首歌Tarab类歌曲后，被Umm Kulthum授予了金牌。
南希虽然只有18岁，但在黎巴嫩有名的音乐家的培养下，黎巴嫩的唱片公司和专业艺术家都看中她，因为他们发现她是一个特别有才能，有能力成为一个合格的音乐人。在1998年，推出了他的第一专辑,名 Mihtagalak("我需要你")，与她大部分风格一样，为Tarab风格。 在2000年，又推出了 Sheel Oyoonak Anni("你的眼睛扑获了我")，都取得了成功。

## 奖项与提名
- 2003 Murex D'or Award - 年度最佳黎巴嫩女歌手.
- 2003 Murex D'or Award - Best Video of the Year: Ya Salam - Nadine Labaki.
- 2004 Arabian Music Awards - 年度最佳阿拉伯女歌手.
- 2005 Newsweek List - 极有个性的阿拉伯人.
- 2006 Murex D'or Award - 年度最受欢迎的阿拉伯女歌手.
- 2006 Murex D'or Award - Best Video of the Year: Ehsas Jdeed - Said elMarouk.
- 2007 来自罗马教皇的荣誉证书.
- 2007 Mobinil Music Awards - 年度最佳阿拉伯女歌手.
- 2007 Arab Business List - 年度最具影响力女歌手.
- 2015 BIAF - 最佳女歌手.

## 主要作品

### 录音专辑
- 1998: Mihtagalak
- 2001: Sheel Oyoonak Anni
- 2003: Ya Salam
- 2004: Ah W Noss
- 2006: Ya Tabtab...Wa Dallaa
- 2007: Shakhbat Shakhabit [Children's Album]
- 2008: Betfakkar Fi Eih?!

### DVD专辑
- 2004: Live at the Jarash Festival [DVD]
- 2005: Ma La Ta'arifunahu 3an Nancy Ajram [DVD]
- 2006: Ah w Noss: Collector's Edition [CD and DVD]
- 2006: Ya Salam: Collector's Edition [CD and DVD]
- 2007: Shakhbat Shakhabit [DVD]
- 2008: ElDonya Helwa - Live [Live CD]
- 2008: The Best of Nancy Clips [DVD]

### 非专辑单曲
- Habib El-Omr
- Ahly W Zamalik
- ElDhameer El 3arabi
- Kuwait El Shahama
- 3agbal
- Khalleek Bwejj elGhadab
- ElDonya Helwa (featured in the Live album only)

## 商业广告
在2000年后，南希因为歌唱事业的成功引来了大量的广告拍摄，特别是可口可乐和Damas珠宝。南希保持着可乐可乐唯一的阿拉伯代言人直到2007年后埃及知名的Mohammed Hamaki与Hosni的加入。可口可乐和南希形成了达四年之久的商业广告业务与在阿拉伯世界中的音乐录制。 

## 批评与争论
- 网络上有许多抵制杯葛南希音乐的言论，虽然没人相信这是真实的。[2]
- 在2003年10月，一起捣乱打破了南希在巴林的户外演唱会，反对者主要来自这个国家的回教徒，包括Al Wefaq，攻击了演唱会行人。Al Wefaq 的领袖辩解此次行为，因这天正是回教徒神圣的斋月。[3]南希于2006年5月再次回到巴林演唱，并未发生任何意外。
- 南希的官方网站曾被来自伊朗的黑客入侵。此黑客入侵成功后，通过留言的方式表达了自己希望南希也能专门为自己国家的歌迷献唱歌曲的愿望。南希随即对因入侵事件造成的网络访问不便对歌迷感到抱歉，强调她会对各个国家的歌迷一视同仁，并表示入侵这种行为会干扰其他歌迷正常访问网站，所以既不文明也不可取。不久，又有一网站冒充南希官网，以南希本人的名义，发表了一些因此次入侵事件而仇视伊朗粉丝的言论，说南希不喜欢肮脏的伊朗人民。真正的南希在自己真正的官网上澄清了事实真相，表示自己热爱全世界每一个国家的歌迷，伊朗也不例外。虽然此次风波并不是她的错，但她仍然向网友们表达了自己的歉意。南希同时希望网民不要被冒牌官网域名中的"nancyajram"字样所迷惑，也不要再去访问虚假网站，请多来自己真正的官方网站支持自己。
- 南希对于在埃及传播的一些流言非常恼火，这些流言涉及所谓她手机中的裸照在网上传播一事。大量埃及和阿拉伯世界的年轻人都在传播着据称是该歌手像是在做女性热蜡脱毛护理时拍下的裸照。[4]
- 2020年1月5日，南希的丈夫Fadi El-Hachem在家中槍杀了一名叙利亚男子Mohammed Hassan Al-Moussa。黎巴嫩当局对他以谋杀罪起诉，但南希一家指出Fadi是出于自卫才开槍。[5]南希一家坚持他们并不认识Al-Moussa，但死者的母亲指Al-Moussa生前是南希一家的园丁，而南希和他有金钱问题。因为黎巴嫩近年的反叙利亚情緒，此事件引起强烈争议。[6]

## 延伸阅读
- Fiascos affect Arab music awards（页面存档备份，存于）, 17 May, 2004 BBC (Ajram voted best newcomer)
- Sexy stars push limits in Egypt （页面存档备份，存于）, By Heather Sharp, 4 August 2005, BBC
- Conservatism threatens Kuwaiti reforms （页面存档备份，存于）, By Jonathan Fryer, 21 January 2006, BBC. (Ajram banned in Kuwait)
- Arab youth revel in pop revolution（页面存档备份，存于） by Sebastian Usher, 21 May 2007, BBC